# Methia mormona
Methia mormona är en skalbaggsart som beskrevs av Linell 1897. Methia mormona ingår i släktet Methia och familjen långhorningar. Inga underarter finns listade i Catalogue of Life.